# 羽島亨
羽島 亨（はじま とおる）は、日本の音楽プロデューサー、作詞家・作曲家・編曲家、ボイストレーニングスクール経営者、小説家。

## 来歴
東京都品川区出身。慶應義塾大学法学部政治学科卒業。
キャニオン・レコードの音楽プロデューサーとして多くの歌手を世に出す。担当した田原俊彦は第22回日本レコード大賞・最優秀新人賞、第11回日本歌謡大賞・放送音楽新人賞などを受賞。第57回小説現代新人賞を「銀の雨」にて受賞。
現在は有限会社羽島プロデュースの代表取締役。羽島ボーカルアカデミーを東京都・渋谷と長野県・松本で運営。ジャニーズ・ミュージカルなどの舞台音楽制作。10年以上にわたり、声帯と身体機能を研究したボイストレーニングの独自のメソッドを開発、新人育成に力を入れている。

## 手掛けた主な歌手
- 田原俊彦
  - シングル『哀愁でいと』（1980年）〜『A NIGHT TO REMEMBER』（1997年）
  - オリジナル・アルバム『田原俊彦』（1980年）〜『TENDERNESS』（1995年）
  - ベスト・アルバム
    - ベストオブ田原俊彦（1982年）
    - 田原俊彦A面コレクション（1986年）
    - 田原俊彦B面コレクション（1986年）
    - NON-STOP TOSHI（1987年）
    - Thank You, for GLORIOUS HITS36 in 10years（1989年）
    - BEST 1987〜1991（1991年）
    - PRESENTS 〜THE GREATEST HITS IN 15YEARS〜（1994年）
    - BEST OF TOSHIHIKO TAHARA（1998年）

  - サウンドトラック
    - グッドラックLOVE サウンドトラック（1981年）
    - TOSHI THE MOVIE（1983年）※「TOSHI THE MOVIE TOSHI CAN」と題した缶入りカセットテープが本作と同時期に限定発売。
    - 瀬戸内少年野球団〔青春篇〕最後の楽園サウンドトラック（1987年）

- 石川さゆり
  - シングル 
    - 朱夏（1997年）
    - 月の盃（1998年）
    - 長良の萬サ（1998年）
    - 昭和名勝負（1999年）
    - 酔って候（1999年）

- 少年隊
  - シングル
    - What's your name?（1988年）
    - まいったネ 今夜（1989年）

  - アルバム
    - PARTY（1987年）
    - PLAYZONE'88カプリッチョ―天使と悪魔の狂想曲―（1988年）
    - 愛は続けることに意味がある（1993年）

- 近藤真彦
  - シングル
    - 軌跡（2017年）[要出典]

  - アルバム
    - 三十五周年 近藤真彦×伊集院静=二十四曲（2015年）

- アラン・タム
  - シングル
    - はなさないで（1988年）

## 著作物
- センチメンタル16（1991年・徳間書店） ISBN 4-19-659272-4
- 銀の雨（1991年・講談社）
- ソウルブラザース（1997年・幻冬舎） ISBN 4-87728-199-1
- 声優実演CD付 いろんな声が出せる!歌がうまくなる!超ラク!物まねボイストレーニング（2013年・主婦の友インフォス情報社） ISBN 978-4-07-291606-3
- 声優実演CD付 3オクターブもらくらく!物まねハイトーンボイストレーニング（2015年・主婦の友インフォス情報社） ISBN 978-4-07-411447-4
- ヒット曲は発明だ! 音楽のしくみから読み解く昭和歌謡&J-POP （2018年・ポニーキャニオン出版） ISBN 978-4-86529-292-3
- ポジティブ・ワードでボーカル・レッスン 毎日キラキラ! 幸せになるボイトレ・ブック（2019年2月21日・リットーミュージック）ISBN 4845633426